# Seyran Ohanyan
Seyran Musheghi Ohanyan (en armenio: Սեյրան Մուշեղի Օհանյան; Shusha, nacido el 1 de julio de 1962) es un político y militar armenio.
General de las Fuerzas Armadas de Armenia, nació en Nagorno Karabaj y participó tanto en la primera como en la segunda guerra de Nagorno Karabaj. En el campo político se desempeñó como ministro de Defensa de Armenia entre el 14 de abril de 2008 y el 3 de octubre de 2016, así como ministro de la misma cartera en la no reconocida República de Artsaj, entre 2000 y 2007.

## Biografía

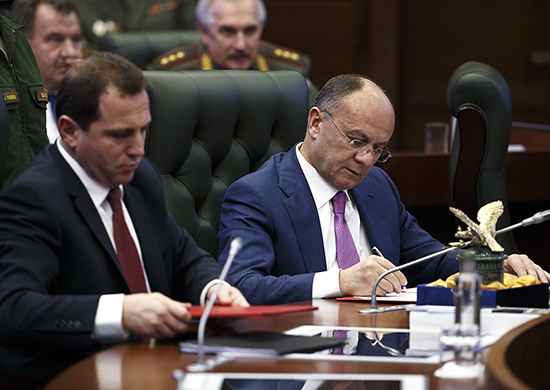
Ohanyan con David Tonoián.

### Primeros años
Nació en la ciudad de Shusha, entonces parte del Óblast Autónomo de Nagorno Karabaj, ubicado en la República Socialista Soviética de Azerbaiyán, parte de la Unión Soviética. En 1979, completó la escuela secundaria en el pueblo de Mrgashen, en el distrito de Nairi de la República Socialista Soviética de Armenia (ahora ubicado en la provincia de Kotayk en Armenia).

### Carrera militar soviética y guerra de Artsaj
Asistió a la Escuela Superior de Mando Conjunto de Bakú y completó sus estudios allí en 1983. Posteriormente sirvió en el Grupo de Fuerzas Soviéticas en Alemania, como comandante de pelotón y desde marzo de 1987, como comandante de compañía. En junio de 1988 fue transferido a la 23.ª División de Fusileros Motorizados del Distrito Militar de Transcaucasia con sede en Kirovabad, Azerbaiyán, y fue nombrado comandante de la compañía de fusiles motorizados del 366.º Regimiento de Fusileros Motorizados con sede en Stepanakert; se convirtió en comandante adjunto de batallón en agosto de 1989 y comandante del segundo batallón con el mismo regimiento en septiembre de 1990.
Después de la caída de la Unión Soviética, el 366.º regimiento fue retirado de Stepanakert en marzo de 1992 y Ohanyan se unió al ejército recién formado de Nagorno-Karabaj, desempeñando un papel importante en la primera guerra de Nagorno-Karabaj contra Azerbaiyán. En mayo de 1992, participó en la toma de su ciudad natal, una de las victorias más significativas logradas por el lado armenio; en esta batalla dirigió una fuerza de 400 hombres contra la ciudad fortificada desde la dirección suroeste. En septiembre de 1992 resultó gravemente herido en combate cerca de Çıldıran, en el distrito de Martakert, y como consecuencia le amputaron la pierna. Después del tratamiento, Ohanyan se reincorporó al ejército.

### Carrera militar (1994-2007)
Después de la guerra, fue Subcomandante del Ejército de Defensa de Nagorno Karabaj entre 1994 y 1998, comandante del 5.º Cuerpo del Ejército de Armenia, entre 1998 y 1999, y ministro de Defensa de la República de Artsaj, entre 1999 y 2007.
En el escalafón militar, en 1995 fue ascendido a Mayor General, a Teniente General en 2000 y a Coronel General en 2007.
En mayo de 2007, Ohanyan fue nombrado Jefe del Estado Mayor de las Fuerzas Armadas de Armenia y Primer Viceministro de Defensa de Armenia .

### Ministro de defensa
Después de que Serzh Sargsyan asumiera la presidencia de Armenia, nombró a Ohanyan ministro de Defensa el 14 de abril de 2008. Durante el tiempo de Ohanyan como ministro de Defensa, las fuerzas armenias lucharon con Azerbaiyán en la guerra de los Cuatro Días de abril de 2016, que fue el peor brote de violencia en Nagorno-Karabaj después del alto el fuego de 1994 y antes de la guerra de Nagorno Karabaj de 2020. Fue destituido de su cargo en octubre de 2016.

### Político de la oposición
En febrero de 2017, Ohanyan formó una coalición política con los políticos de la oposición Vartan Oskanian y Raffi Hovannisian y sus respectivos partidos políticos para participar en las elecciones parlamentarias armenias de 2017. La alianza "Ohanian-Raffi-Oskanian" recibió 32.508 votos en las elecciones de 2017, sin que pudiera alcanzar el umbral del 5 por ciento requerido para ingresar a la Asamblea Nacional.
Entre 2019 y 2020, Ohanyan fue llamado varias veces para responder las preguntas del comité de investigación del parlamento armenio sobre la guerra de los Cuatro Días.

### Segunda guerra de Nagorno Karabaj y carrera posterior
Participó en la segunda guerra del Alto Karabaj comandando algunas de las Fuerzas Militares Armenias durante todo el conflicto. Aunque las autoridades armenias y de Artsaj informaron que Ohanyan estuvo al mando de las fuerzas armenias durante la batalla de cuatro días por Shusha (que terminó con la captura de la ciudad por parte de las fuerzas azerbaiyanas), el propio Ohanyan luego lo negó, afirmando que solo dirigió un destacamento de 16 hombres durante la batalla. El Ejército de Azerbaiyán afirmó que había herido a Ohanyan durante la batalla, afirmación que fue negada por el portavoz del Presidente de Artsaj. El 11 de noviembre, el Tribunal Militar de Bakú inició una causa penal contra él In absentia con el cargo de "genocidio". El Ministerio del Interior de Azerbaiyán también lo incluyó en su lista internacional de buscados.
Después del final de la guerra, se unió a varios funcionarios para pedir la renuncia del primer ministro Nikol Pashinyan y dijo que "la independencia de la República de Armenia, la inviolabilidad de sus fronteras y la existencia física de la población están en peligro". El 5 de febrero de 2021, anunció su intención de participar en posibles elecciones anticipadas, pero no indicó a qué bloque político o partido se uniría. Participó elecciones parlamentarias armenias de 2021 como miembro de la Alianza Armenia, una coalición electoral liderada por el expresidente Robert Kocharián.

## Asuntos legales
En enero de 2019,  fue acusado de "derrocar el orden constitucional" en relación con las protestas de las elecciones presidenciales armenias de 2008, cuando el ejército y las fuerzas policiales reprimieron protestas masivas contra los resultados electorales, lo que provocó la muerte de 10 personas. Ohanyan se desempeñaba como Jefe del Estado Mayor en ese momento. Fue juzgado junto con el expresidente Robert Kocharián, el general Yuri Khatchaturov y el ex secretario del consejo de seguridad Armen Gevorgyan, aunque el juicio se retrasó en septiembre de 2020 debido a la participación de Ohanyan en la guerra de Nagorno Karabaj de 2020. El juicio terminó en marzo de 2021 después de que el Tribunal Constitucional de Armenia declarara inconstitucional el artículo del código penal según el cual Ohanyan, Kocharyan, Khachaturov y Gevorgyan estaban siendo juzgados.
En marzo de 2020, fue acusado de malversación de fondos estatales durante su mandato como ministro de Defensa, y en mayo de 2021 fue acusado de malversación de bienes de la Central Hidroeléctrica de Dzoraget. Ohanyan negó los cargos.

## Vida personal
Está casado con Ruzanna Khachatryan, una reconocida médica armenia, y tiene tres hijos y una hija. Su hijo mayor, David, es oficial del ejército armenio. Su otro hijo, Arthur, es oficial del Ejército de Defensa de Artsaj y fue herido durante la guerra de Nagorno Karabaj de 2020.

## Condecoraciones
Ohanyan ha sido galardonado con distintas de las medallas y condecoraciones de la Unión Soviética, la República de Armenia y la República de Artsaj:
Armenia
- Orden de la Cruz de Combate, 1.º clase
- Orden Tigran Mets
- Medalla Drastamat Kanayan
- Medalla del Mariscal Bagramián
- Medalla por Servicios a la Patria

Nagorno Karabaj
- Medalla por la liberación de Shushi
- Héroe de Artsaj (septiembre de 1999)
- Cruz de la Orden de Combate, 1° Clase

Unión Soviética
- Medalla por Servicio Militar Distinguido
- Medalla por Servicio Impecable, 3.ª clase
- Medalla del 70.º Aniversario de las Fuerzas Armadas de la URSS

Otros países
- Orden de Zhukov